# Saint-Léon (Haute-Garonne)
Saint-Léon település Franciaországban, Haute-Garonne megyében. Lakosainak száma 1284 fő (2022. január 1.). Saint-Léon Belbèze-de-Lauragais, Aignes, Ayguesvives, Auragne, Mauvaisin, Montgiscard, Nailloux, Noueilles és Pouze községekkel határos.

## Népesség
A település népessége az elmúlt években az alábbi módon változott:
| Lakosok száma | 474  | 612  | 609  | 991  | 1220 | 1246 | 1268 | 1293 | 1300 | 1284 |
|               | 1968 | 1982 | 1990 | 2006 | 2013 | 2015 | 2017 | 2019 | 2020 | 2022 |